# 路易絲峰
65°5′S 64°0′W / 65.083°S 64.000°W
路易絲峰（英語：Louise Peak）是南極洲的山峰，位於威廉群島的布斯島，處於古爾東峰以北2公里，海拔高度625米，由讓-巴蒂斯特·夏古率領的法國探險隊發現。